# フェスティバルホール
1. 初代・2代目ホワイエ
2. 初代・2代目ホール内観（ステージ側）
3. 初代・2代目ホール内観（客席側）等

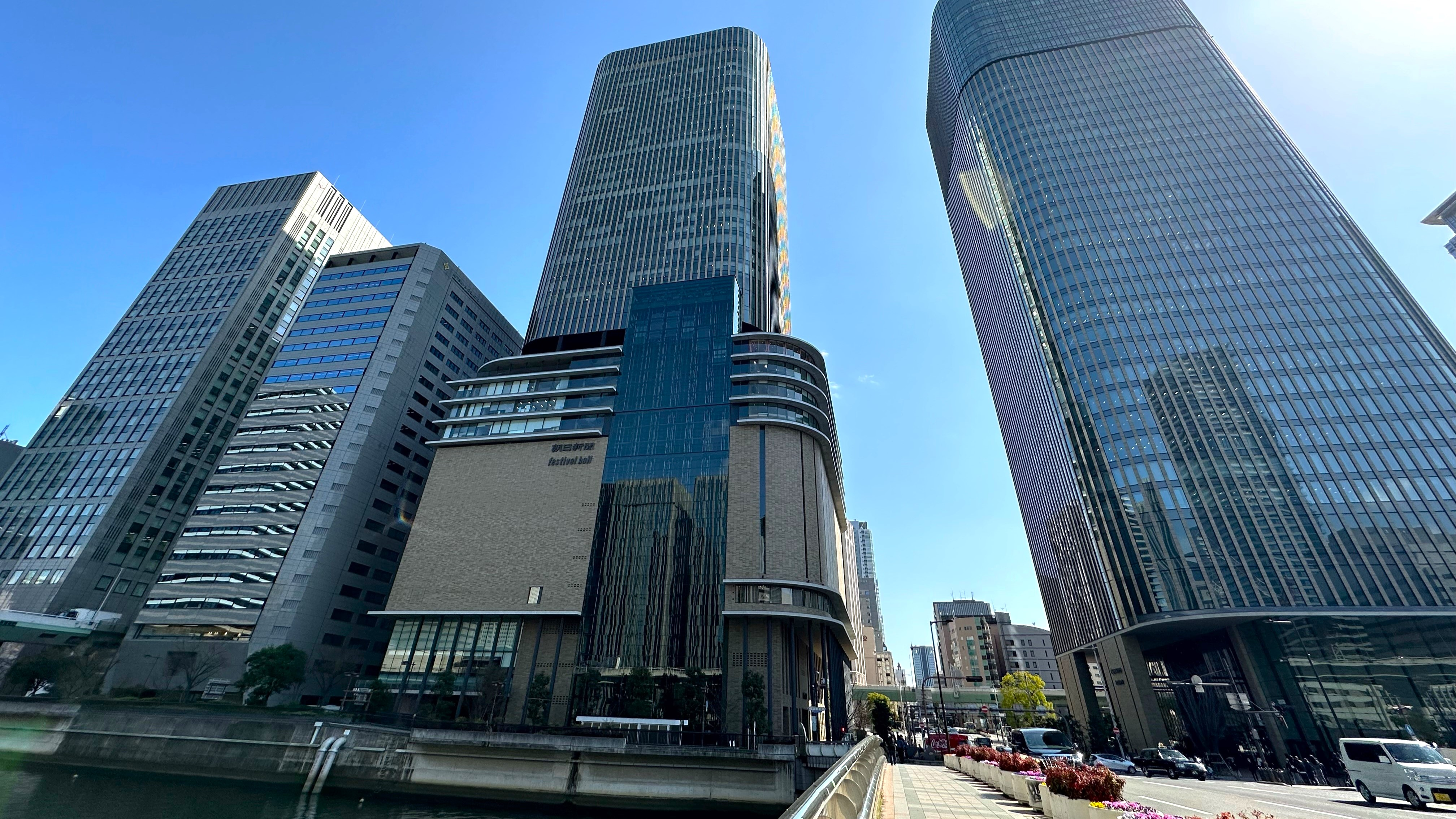
中之島フェスティバルタワーとと中之島フェスティバルタワー・ウエスト（右）

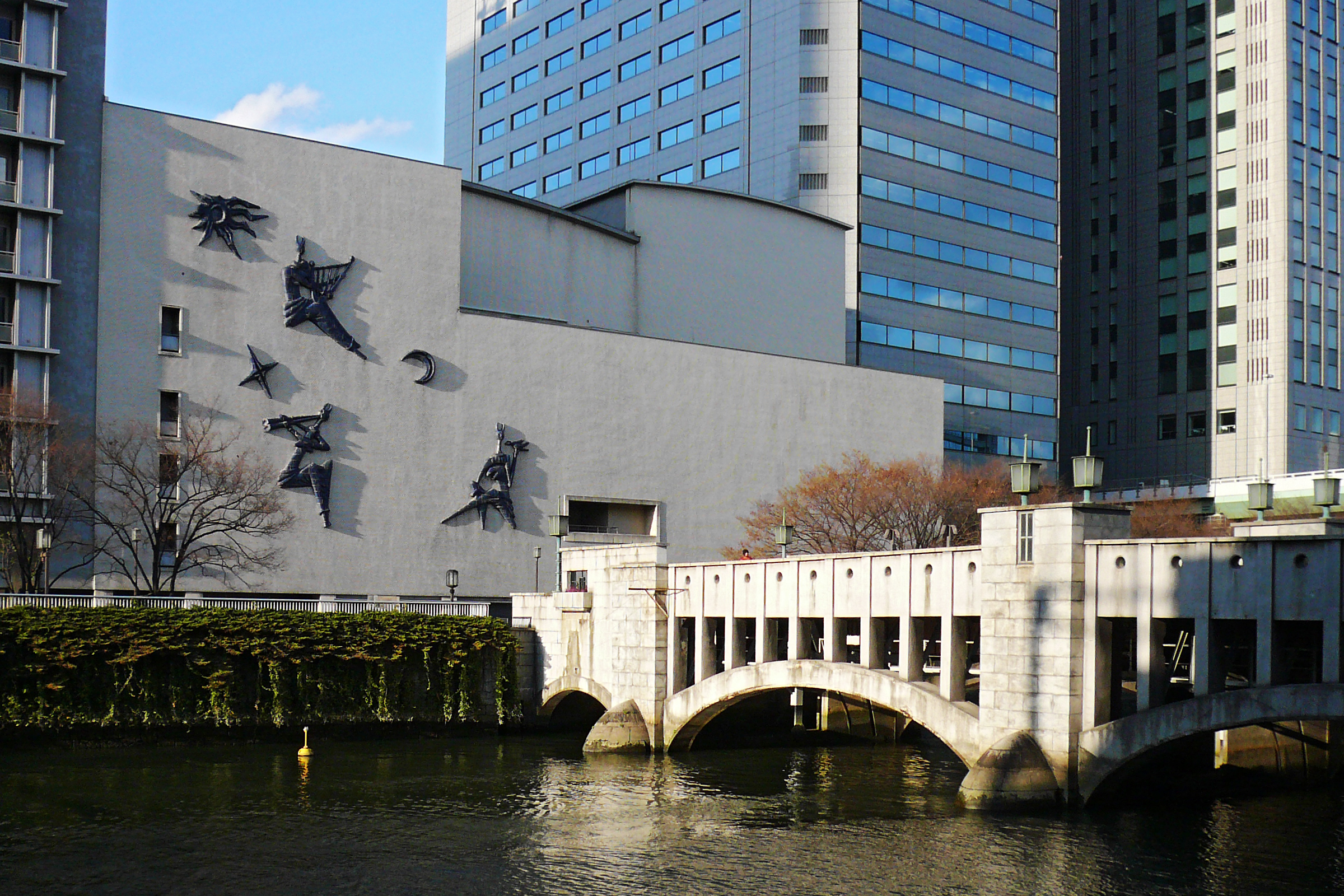
初代フェスティバルホール

フェスティバルホール (Festival Hall) は、大阪府大阪市北区中之島二丁目に所在する文化施設（多目的ホール）。中之島フェスティバルホールとも呼ばれている。朝日ビルディングが運営している。

## 概要
高度経済成長に差し掛かったばかりの昭和30年代初期の日本には、芸術性の高い演奏会を開催するのにふさわしいコンサートホールは存在しなかった。
そこで、エディンバラやザルツブルクといった名だたる音楽祭に匹敵する国際的な音楽祭を開催できるホールを大阪の地に、ということで1958年（昭和33年）4月3日に新朝日ビルディング内にオープンしたのが当ホールである（竣工も1958年。同じ年には愛知文化講堂や東京タワーも竣工しており、3年後の1961年には東京文化会館も竣工、開館している）。
土佐堀川に面する南側壁面には「牧神、音楽を楽しむの図」と題された信楽焼の大レリーフが施され、中に入ってみれば豪華なシャンデリアを備えるロビー、そして間口30.7m・奥行22.5mの大舞台と2700席の客席を擁する当ホールは、当時世界有数と謳われるほどであった。
また木質系の材料で張り巡らされたホール筐体内部は音響特性に優れ、開館以来「残響の長さだけでなく音がまろやかに豊かに響く」とか「天井から音が降り注ぐ」等と称えられるほどだった。そしてこのことが、クラシック音楽はもとより、ロックなどのポピュラー音楽、ジャズ、能・狂言などの純邦楽など、あらゆるジャンルのアーティスト達から愛される存在へと成長するファクターとなった。
しかし、老朽化による建て替えのため、開館50周年を迎えた2008年いっぱいで一旦閉館。この時点で来場者数は4千万人に届くところまで来ていた。閉館から4年余り経った2012年12月、超高層ビルとして建設された「中之島フェスティバルタワー」内に2代目ホールが開館した。

## 旧ホール（初代：1958年 - 2008年末）

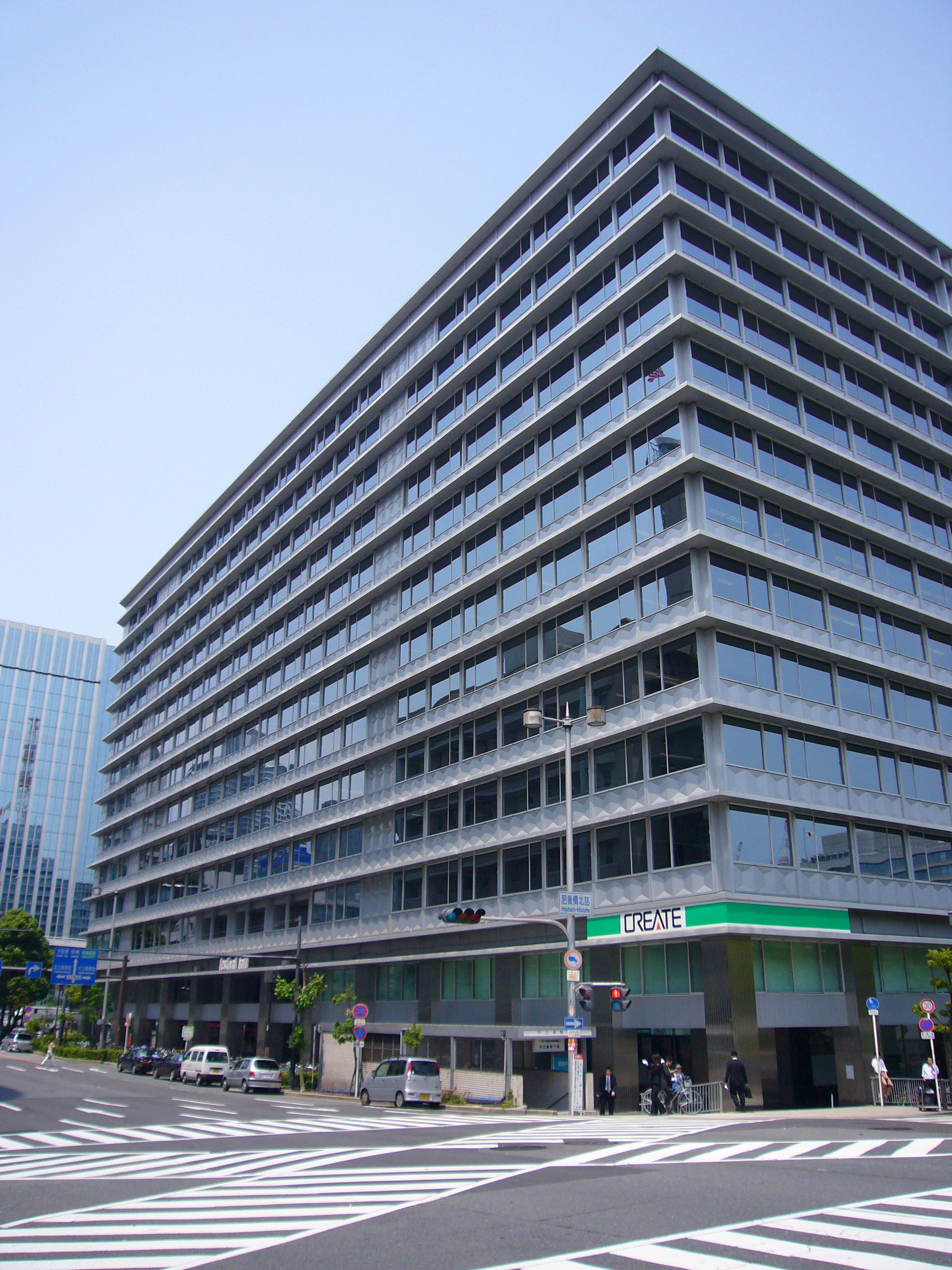
旧ホールが入居していた旧：新朝日ビル

### 特性と実績
1階席の奥や2階席が急勾配となっており、そのためホールにある2700席の座席全てからステージがよく見え、音の響きも常に均一である（残響時間は空席時で1.9秒、満席時で1.7秒）。
大阪大学産業科学研究所の北村音壱が音響設計を手がけており、優良ホール100選にも選ばれた。
1970年には日本万国博覧会のクラシック音楽公演会場として使用され、日本国際映画祭や能楽も含め会期中103公演が行われ延べ19万人余りの観客を集めた。
その後、1983年にコンピュータ制御による調光装置が導入され、1989年には音響調整卓も更新され、一層の充実が図られた。
前記の通り優れた音響特性を有していることから世界のトップアーティストからも絶賛され、レッド・ツェッペリンなどもここでコンサートを行った。
ライブ・アルバムのための録音が行われることも多く、ディープ・パープルの『ライヴ・イン・ジャパン』、マイルス・デイヴィスの『パンゲア』等は世界中でロングセラーを続けている。
またクラシック音楽分野でも海外主要オーケストラや歌劇団、アーティスト個人が当ホールのステージを踏んできており、殊にバレエに関しては関西におけるメッカとして国内外の数多くのバレエ団がここのステージを踏んできている。
このほか、少年隊によるミュージカル公演も1988年から2005年にかけて毎年開催されていた。
大阪フィルハーモニー交響楽団の定期演奏会は開館以来、朝比奈隆が常任指揮者である間、当ホールにて行われた。

### アーティストからの評価
『音の職人』とも称されるほど音質にとことんこだわる山下達郎は、1980年5月にコンサートツアー「RIDE ON TIME CONCERT'80」の大阪公演で当ホールのステージを初めて踏んで以来、自身のコンサートツアーの大阪公演では必ず当ホールを公演会場として使用してきており、後記の通り、老朽化に伴う建て替え計画には懸念の情を示すほどだった。
またさだまさしも大阪での公演の殆どを当ホールで開いてきており、「神様が作ったホール」と称賛している。
1978年3月30日に初めて当ホールにて公演を行ったさだは、デビュー35周年記念ツアー中に当ホールでの通算200回目となる公演を行い、その模様を『さだまさしデビュー35周年記念コンサートFESTIVAL HALL 200』というタイトルのライブ・アルバムに収録、さらには2001回目のコンサートを収録した『LIVE二千一夜』、デビュー20周年記念コンサートを収録した『のちのおもひに』など、多数のライブアルバムを当ホールで収録しており、この辺りからもさだの当ホールに対する思い入れの強さが窺える。そのようなこともあってか、さだ・山下の2人は閉鎖直前に立て続け公演を行った。
中島みゆきもこのホールを愛し、当ホールでの自身最後の公演の際には「フェスティバルホールありがとう」と観客やスタッフと共に拍手を贈っており、浜田省吾もまた「東京では日本武道館、大阪ではフェスティバルホールでコンサートをするのがミュージシャンにとってのステータスだった」と述べている。

## 建て替え工事

### 概要
朝日新聞社グループは、当ホールが入居する新朝日ビルディングについて、建物自体の老朽化を理由に2009年から解体工事を実施し2013年に高層ビルとして新築するという計画を発表した。これに伴い当ホールも2008年いっぱいで一旦閉鎖し、新築されるビル内に現在と同じ2700席規模の新しいホールを設置すると表明した。
新朝日ビルの建て替えに際し、中に入っている当ホールだけでも残そうとする動きが起こり、これについて技術的に残すことは可能とされていたが、仮にホールだけ残す状態で他の施設を解体する場合、ホール周辺の道路を1年間封鎖しなければならず、しかしながら大阪府と大阪市から道路使用の許可は降りなかったことから、当ホールも含めて全部解体することとなった。
もっとも、関西圏における主だったオーケストラ公演やオペラ公演が、ホール自体の老朽化・陳腐化を理由に、より諸設備の充実したザ・シンフォニーホールや兵庫県立芸術文化センター、滋賀県立芸術劇場 びわ湖ホールなどにシフトしつつあったことから、最新設備を備えた新生当ホールに期待を寄せるクラシック音楽ファンも存在した。

### 工事について
当ホールも含めた新朝日ビルの解体工事は2009年3月2日に始まって同年のうちに地上部分の解体を完了（地上躯体部分の解体は同年10月末日に完了）、翌2010年の1月9日より2代目当ホールが入る「中之島フェスティバルタワー」建設工事に着手した。
この建設工事では初代当ホールと同等規模の座席数2700の2代目当ホールの上にセンターコア方式の超高層オフィスを積み上げることを高い構造性能を確保しながら実現させることが最大の課題とされ、これに対しては、高層階の荷重をホール外周部に伝達させることで巨大空間を確保する「巨大トラス」と、ホールなどを擁する低層階とオフィスフロアとなる中層・高層階との境界に免震層を設ける「中間層免震構造」を組み合わせることで解決に導いた（前者「巨大トラス」については中層階と高層階の間に組み込まれている）。ここで、低層階はホールの遮音性と耐震性の両立のためSRC造（RC耐震壁付きSRC造）とし、また中層・高層階はS造（高層階のみ使い勝手と貸室効率の観点から「S造＋ダブルチューブ構造」）として設計・建築されている。
加えて2代目当ホールに関しては、その床・側壁・天井の全てを二重とする浮き構造とし且つ間に防振ゴムを挟み込むという手法を開発。これにより外部からの振動の完全遮断を可能にした。
そして、川に挟まれた中之島という地の利を活かした河川水利用による空調システムなどの、温室効果ガスの一つとされる二酸化炭素の発生を抑制する技術もフェスティバルタワー全体にわたって導入されており、同タワーに入ることになる2代目当ホールに関しても観客席部分を中心に空調する「変風量床吹き出し空調」を採用することにより空調効率を高める工夫が施されている。
初代当ホールの土佐堀川に面する南側壁面に飾られていたレリーフ「牧神、音楽を楽しむの図」に関しては、大塚オーミ陶業の手により再製作され、2012年3月14日までにフェスティバルタワー低層階南側レンガ壁面に全て取り付けられ、同年3月19日にお披露目された。

### 建て替え直前・直後におけるホール使用
ホール解体前の最終使用は2009年1月24日に朝日新聞の創刊130周年を記念して開催された朝日会全国大会であったが、興行関係では、ポピュラー音楽系統では2008年12月28日に開催された山下達郎ライヴ（コンサート・ツアー『PERFORMANCE 2008-2009』の一環）が、クラシック音楽系統では2008年12月30日に開催された大阪フィルハーモニー交響楽団による『第9シンフォニーの夕べ』が、それぞれ最終使用事例となっている。
一方、当ホールで行われ続けられている催事としてよく知られているものの一つに、毎年8月に行われている全国高校野球選手権大会（夏の高校野球）に係る組み合わせ抽選会が挙げられるが、建て替え工事期間中には大阪府立国際会議場（グランキューブ大阪）や兵庫県立芸術文化センターが代替会場として使用された。

### ホール解体に対するアーティストの声
解体には反対意見も強く「現在のような音響が実現できるのか」と懸念する者も多かった。
山下達郎は、当ホールの建て替え計画に際して「ここを壊すのはカーネギーホールやオペラ座を壊すのと同じこと。愚行です」と語り、当ホールでのライヴが二度とできなくなるという強い想いから、2008年12月から2009年4月にかけて久々の全国ツアーを決行、殊に当ホールにおいては2008年の12月17・18・27・28日の4日間にわたり公演を打った。
また当ホールでの公演回数最多を記録している（一時閉館時点で202公演）さだまさしは、2008年12月26日に開催した自身にとって閉館前最後となる公演をギター1本の弾き語りで締めくくったが、その公演中に「わたしがもし石油王だったら、うちの庭に移築したんですが…」「いまでも（閉館は）悔しい」とコメントしている。またさだは、アーティスト側の出す音だけではなく、“（客席から演者に対する）拍手の音が客席から滝のように降りてくる（ホール）”とも表現していた。
解体前の初代当ホールを、山下は「まるで大きなライブハウスのよう」と評しており、一方さだは前記の通り「神様がつくったホール」と評している。

## 新ホール（2代目）竣工そして開館へ

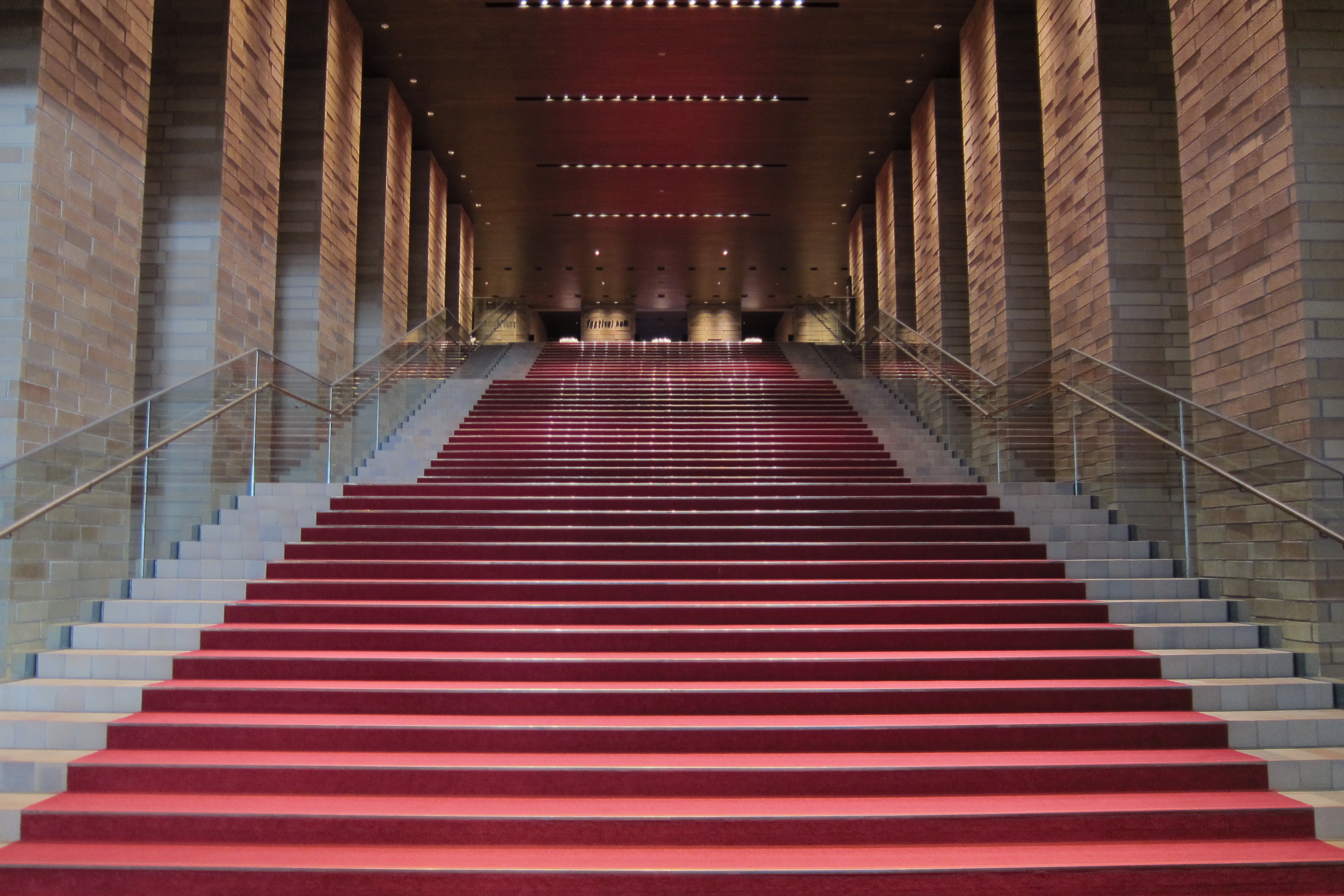
2代目ホール

### 概要
2代目当ホールを包含する「中之島フェスティバルタワー」の完成予定時期について、解体工事着手前には「2013年春」と発表されていたが、地上部分の解体完了を迎える頃までに完成予定時期が「2012年10月末日」に前倒し変更された。
完成予定の丁度1年前に当たる2011年10月31日にはフェスティバルタワー全体の開業スケジュールが発表され、この中で同タワーに包含される新ホール（2代目当ホール）については、同タワー完成後約5ヶ月間かけてホール内の音響調整やスタッフ研修を実施し、2013年4月3日に開業式典を挙行するとしている。その後2012年4月9日には、2代目当ホールのこけら落としを、休止していた大阪国際フェスティバル（後記）の再開初日公演として2013年4月10日に開催されるフェニーチェ歌劇場大阪公演に決定したこと等を明らかにした。
そして、フェスティバルタワー本体が竣工し、2代目当ホールが開館に向けての準備段階に入った2012年12月20日には井上道義率いる大阪フィルハーモニー交響楽団の一団がステージに上がってベートーヴェン「第九」を試演、さらに翌2013年の1月19日には実際に聴衆約2500人を客席に入れてのオーケストラ試演も同じく大阪フィルが参加して実施された。

### 新ホールの特徴
2代目当ホールでは、ステージに神奈川県産のヒノキが、音響反射板にカナダ産の米栂（カナダツガ）が、そして客席床には茶色のインドネシア産ローズウッドが、それぞれ素材として使用されている。
音響反射板については、まずステージ上に四方取り囲む重量120tの音響壁ユニットを用意し、クラシック音楽系統公演のうちオーケストラ・コンサートなど純粋な音楽コンサート開催時にはこのユニットがステージを取り囲む形で設置される。すると舞台上手・下手および上部が塞がれる格好となり、これによってステージ上で奏でられる音を逃さず客席に届けられる音響を実現させる。オペラやバレエなど舞台演出や大道具・小道具類を伴う公演その他においては、音響壁ユニットをステージ最後方に後退させて4m持ち上げることでユニット自体を収納させるが、その際、ユニット本体のうち側面2面（上手部と下手部）と天井部の計3面について各々の一部を折りたたむことで収納スペースの縮減を実現させている（収納中のユニット本体は背景幕を使って隠蔽される）。
さらに、ステージ上の音響壁ユニットも含めて、ホール内部側壁には音響反射用の凹凸が造られており、その一つ一つについて全て異なった形状や向きにて造られている。これにより音を様々な角度に反射させて客席にまんべんなく届けることが可能となっている。
そして最新の音響機器類も導入するなどした結果、残響時間は空席時で最大2.2秒、満席時でも最大2秒を叩き出している（満席時での数値は「設計目標値」）。
2代目当ホールでは永田音響設計が音響設計を担当、2010年夏から約半年間にわたってホール実物の10分の1縮尺模型を使って様々な条件下での音響シミュレーションを実施している。旧ホール同様優良ホール100選に選ばれている。
ステージ周りに関しては、ステージ自体は旧ホール（初代当ホール）では固定されていたのを2代目当ホールでは間口25～30mの可動式に変更した他、大道具等を吊すためのバトンについては初代の時には33本の手動式だったのを2代目では54本の電動式にグレードアップ、さらにコンピュータ制御も採り入れることで複雑な舞台演出に対応できるようにしている。
客席部については、座席数こそ初代と同じ2700席としているものの、座席配置については初代では2層配置（2階席まで）だったのを3層配置（3階席まで）に変更、加えて客席部分のホール幅を初代の時と比べて狭めることで、天井からの反射音が客席奥まで届かせ且つステージを眺めやすくした。さらに個々の座席に関しては、何れも初代の時と比較して、一般座席については座面幅5cm・前後間隔4cm、ボックス座席については座面幅のみ7cm、それぞれ広げている。

### 開館
2013年4月3日に新フェスティバルホール開業記念式典が行われ、音楽関係者ら約1000人が開業を祝った。来賓で訪れたさだまさしは「ホールは街の文化そのもの。フェスティバルホールの存在がずっと大阪の音楽文化を表してきた。新しいホールでどんな風に歌えるのか楽しみにしている」と語り、また「音楽の神様がこのホールをつくったとずっと言ってきた。閉館すると聞いて引退しようと思ったが、神様の作ったホールがまた4月に戻ってくると思ったら元気になってきた」と祝辞を述べ、22日にはオープニングコンサート「～お・か・え・り～」の公演を果たしている。また、山下達郎も5月3日・4日に公演を果たし、そのライブ中「空気感が変わらないのにはすごく安心した」との評価をしている。
2014年4月の第477回から、大阪フィルハーモニー交響楽団の定期演奏会も新生なった当ホールに戻り、ザ・シンフォニーホール時代の2日連続公演の形をそのまま引き継いで開催されている。

## 大阪国際フェスティバル

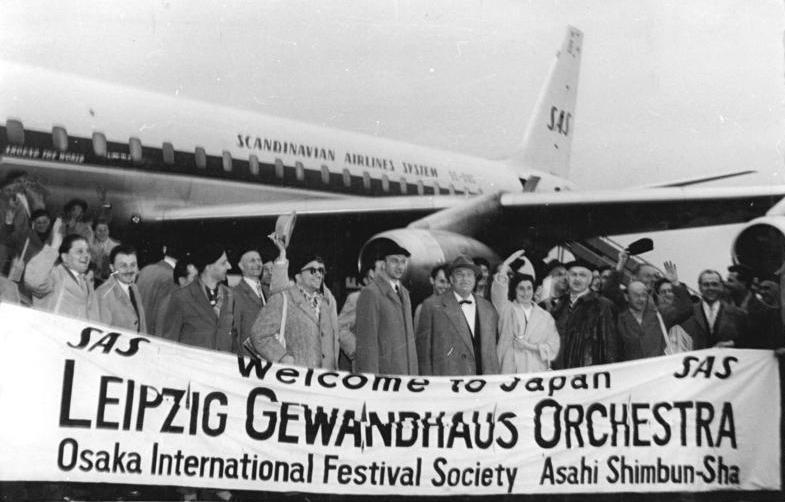
1961年4月、初来日し第4回大阪国際フェスティバルに参加したライプツィヒ・ゲヴァントハウス管弦楽団とフランツ・コンヴィチュニーの一行 東京国際空港（羽田空港）

### 概要
大阪国際フェスティバルは、初代当ホールが開館した1958年以来、毎年春に当ホールを会場として開催されてきている音楽祭。
開館年に開催された第1回のみ「大阪国際芸術祭」と銘打たれていたが、当時の運営サイドでの混乱もあって、翌1959年開催の第2回からは現名称に改められ、今日に至っている。
1966年にはヨーロッパ・フェスティバル協会 (EFA) に加盟している。
2008年いっぱいで初代当ホールが建て替えのため一時閉鎖されたことを受けて同年開催の第50回フェスティバルを最後に一時休止となり、翌2009年から2012年にかけては「特別公演」として兵庫県立芸術文化センターなどで分散開催された。
そして、2013年4月3日の新ホール（2代目当ホール）の開館に伴い、こけら落とし公演として同年4月10日に開催予定のフェニーチェ歌劇場大阪公演を以てフェスティバルが再開（第51回）され現在に至っている。
当フェスティバル自体の運営については、現名称に改称された第2回以降長らく大阪国際フェスティバル協会が担ってきたが、1998年からは朝日新聞文化財団に引き継がれている（ただし運営が引き継がれてからも「大阪国際フェスティバル協会」の名称は主催者に属する一名義として朝日新聞文化財団と共に列されている）。

### 出演アーティストたち

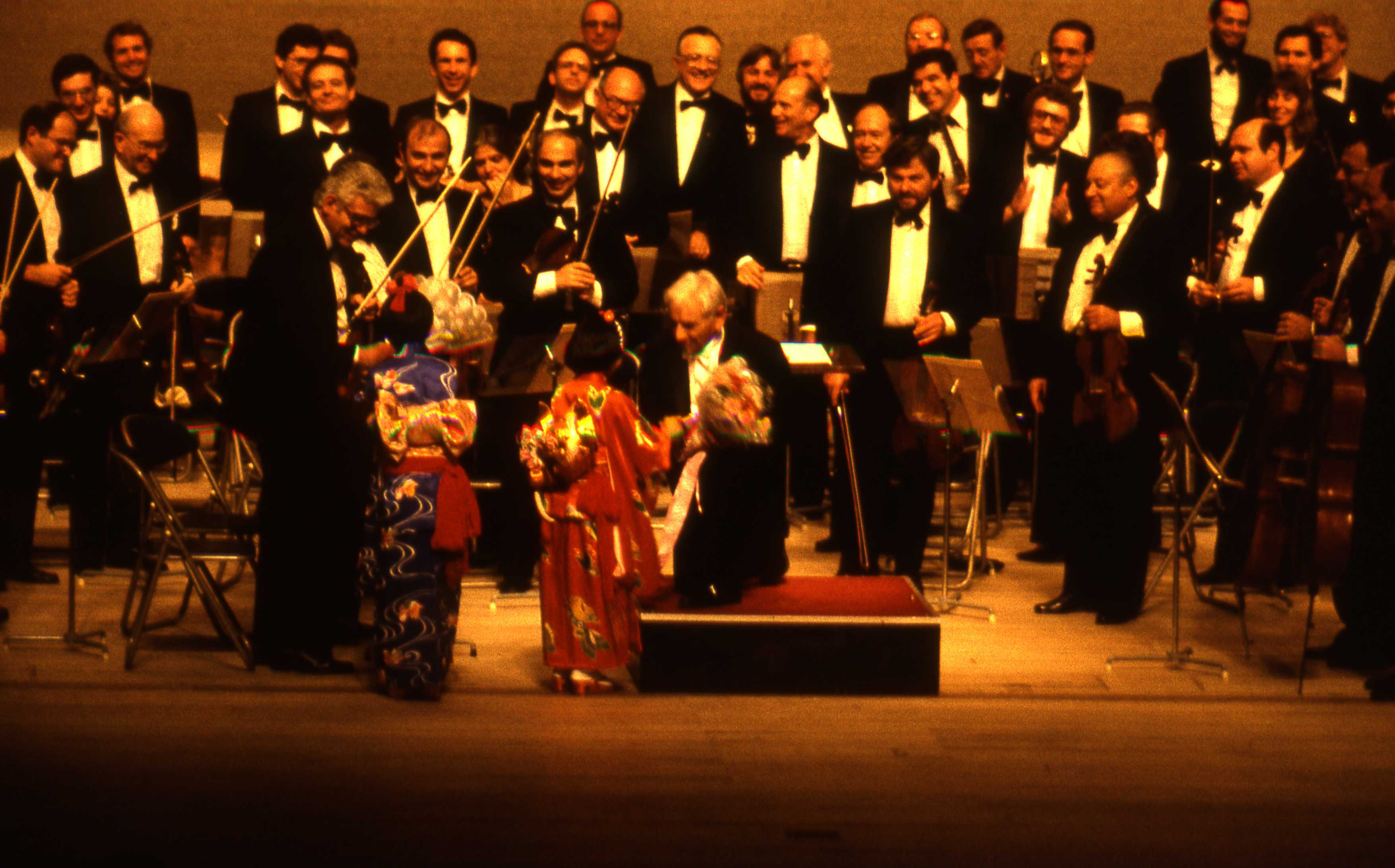
バーンスタイン（1985年、曲目:マーラー交響曲第9番）

これまでに、カラヤン、バーンスタイン、イーゴリ・ストラヴィンスキー、フランツ・コンヴィチュニー、ベルリン・フィル、ウィーン・フィル、ミラノ・スカラ座、ライプツィヒ・ゲヴァントハウス管弦楽団などといった錚々たるアーティスト達が来演してきている。
中でも1967年の第10回フェスティバルにて企画・開催された「バイロイト・ワーグナー・フェスティバル」は、バイロイト音楽祭の過去2度しか存在しない海外公演前例の一つとして知られており、出演アーティストにはワーグナーの孫で演出家のヴォルフガング・ワーグナーをはじめ、ワーグナー歌手として名高いソプラノ歌手ビルギット・ニルソンとテノール歌手ヴォルフガング・ヴィントガッセン、当時40代前半のピエール・ブーレーズ等といった豪華な顔ぶれを揃えて世界中の注目を集めるところとなり、日本のオペラ史に輝かしい金字塔を打ち立てた。
また初代当ホール一時閉鎖前最後の開催となった第50回フェスティバルでは、ザルツブルク音楽祭の事実上初めてとなる海外ツアーの一環公演（曲目は『フィガロの結婚』）が行われ、取り壊しに伴って休止となるフェスティバルに花を添えた。

## 交通アクセス
- 京阪中之島線渡辺橋駅下車。12番出口直結
- 地下鉄四つ橋線肥後橋駅下車。4番出口直結
- JR大阪駅桜橋口より徒歩約11分
- 地下鉄御堂筋線・京阪本線淀屋橋駅下車。7番出口より徒歩約5分
- JR東西線北新地駅下車。11-5番出口より徒歩約8分
- 大阪シティバス渡辺橋バス停下車。徒歩約2分

何れも2017年4月現在。